# Confrérie du Saint-Sang
Pour les articles homonymes, voir Saint Sang.
La noble confrérie du Saint-Sang (Edele Confrérie van het Heilig Bloed) à Bruges, fondée peu après 1400, est l'une des plus anciennes confréries religieuses belge. 
Son but est de préserver la relique du Saint-Sang et de promouvoir son culte.  
Chaque année, au mois de mai, le jour de l'Ascension, la confrérie organise la procession du Saint-Sang qui commémore le retour de la deuxième croisade de Thierry d'Alsace accompagné de Léonus, abbé de l'abbaye Saint-Bertin à Saint-Omer. La relique du Saint Sang a été transmise par Baudouin III de Jérusalem et rapportée de Terre sainte.

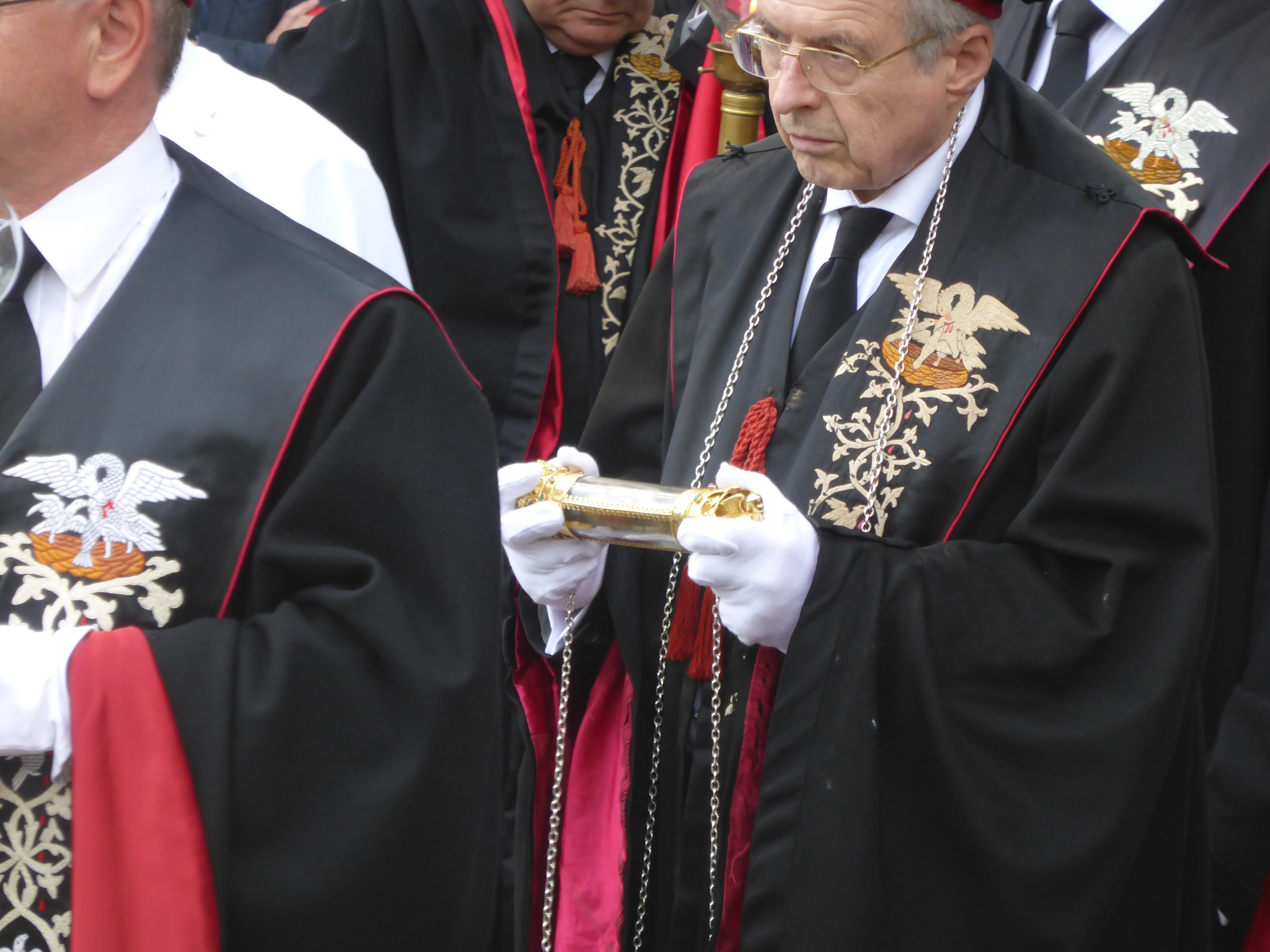
Procession du Saint-Sang à Bruges en mai 2015.

## Prévôts
- 1501 : Andréa della Costa ou Andréa de la Coste ou André de Costa[1].
- 1514 : Gilles Lauwereyns[2]
- 1527 : Godelieve de la Coste
- début XVIIIe : Jérôme-Nicolas Arrasolade de Onate
- 1642 :  Philippe van Duerne
- 1767 : Jean-Baptiste de la Coste
- 1772 : Jean-Antoine de la Coste